# Giuseppe Camuncoli
Giuseppe Camuncoli (Reggio Emilia, Italia, 2 de marzo de 1975) es un dibujante de cómics italiano conocido por su trabajo en el cómic de la línea Vertigo de DC Comics Hellblazer (en la que se convirtió en su dibujante más longevo, con guiones escritos por Peter Milligan) y por su trabajo en los cómics de Marvel The Amazing Spider-Man y The Superior Spider-Man, con guiones de Dan Slott.
Para la editorial italiana Sergio Bonelli Editore dibujó una historia de Dylan Dog, con guiones escritos por Tito Faraci, y una de Tex escrita por Moreno Burattini.